# Бахарєвка (Нижньогородська область)
Бахарєвка (рос. Бахаревка) — село в Сеченовському районі Нижньогородської області Російської Федерації.
Населення становить 162 особи. Входить до складу муніципального утворення Сеченовська сільрада.

## Історія
Від 2009 року входить до складу муніципального утворення Сеченовська сільрада.

## Населення
| 2002 | 2010 |
| ---- | ---- |
| 190  | ↘162 |